# Keyella armidalensis
Keyella armidalensis är en kackerlacksart som beskrevs av Roth, L. M. 1990. Keyella armidalensis ingår i släktet Keyella och familjen småkackerlackor. Inga underarter finns listade i Catalogue of Life.